# 飯岡灯台
飯岡灯台（いいおかとうだい）は、千葉県旭市上永井の刑部岬に立つ小型灯台である。この刑部岬からの景観は、「日本の朝日百選」「日本の夕陽百選」「日本夜景遺産」「日本の夜景百選」「関東の富士見百景」に選ばれている。周辺は、水郷筑波国定公園に指定されていて、西には飯岡漁港から九十九里浜、東（崖下直下）は屏風ヶ浦と、雄大な太平洋のパノラマが展開している。
岩井俊二監督の出世作となったテレビドラマ・映画『打ち上げ花火、下から見るか? 横から見るか?』の重要な舞台となり、そのロケーションに感銘を受けた山崎貴監督の諸作『ジュブナイル』などにも登場する。

## 飯岡刑部岬展望館
隣接する飯岡刑部岬展望館〜光と風〜は2001年（平成13年）にオープンし、1Fに多目的室とトイレ、2Fにパノラマ展示室、3Fの光と風のデッキは24時間観覧可能で、無料で見ることができる双眼鏡が設置されている。屋上展望台は小さいが360度のパノラマを堪能できる。

## 俗説
- カップルで夜景を見に行き、そのときに明かりが「LOVE」の字に見えれば、そのカップルはうまくいく、との言い伝えがある。

## アクセス
- JR総武本線旭駅下車、千葉交通バス陣屋町行きで、飯岡灯台入口下車、徒歩約10分。
- 駐車場：あり、大型バスも駐車可能

## 周辺情報
- 刑部岬
- 屏風ヶ浦
- 飯岡漁港